# Ракова (комуна)
Ракова (рум. Racova) — комуна у повіті Бакеу в Румунії. До складу комуни входять такі села (дані про населення за 2002 рік):
- Ілієші (182 особи)
- Гура-Веїй (784 особи)
- Ракова (2268 осіб)
- Хелмечоая (282 особи)

Комуна розташована на відстані 256 км на північ від Бухареста, 20 км на північний захід від Бакеу, 81 км на південний захід від Ясс, 145 км на північний схід від Брашова.

## Населення
За даними перепису населення 2002 року у комуні проживали 3516 осіб, усі — румуни. Усі жителі комуни рідною мовою назвали румунську.
Склад населення комуни за віросповіданням:
| Релігія        | Кількість осіб | Відсоток |
| -------------- | -------------- | -------- |
| православні    | 3426           | 97,4%    |
| римо-католики  | 83             | 2,4%     |
| баптисти       | 4              | 0,1%     |
| греко-католики | 2              | 0,1%     |
| адвентисти     | 1              | < 0,1%   |